# Caranha-da-barreira-de-coral
A caranha-da-barreira-de-coral (Lutjanus biguttatus) é uma espécie de caranha tropical que é nativa do Indo-Pacífico. É um peixe predador, que se alimenta de peixes pequenos e invertebrados. Em comunidades costeiras da Grande Barreira de Coral, utilizam essa espécie como alimento, embora por ser um peixe colorido, é exportado para o comércio ornamental de aquarismo.
O nome caranha vem do termo tupi akaraãîa, que significa "cará dentado".
A espécie é nativa da região do Indo-Pacífico, podendo ser encontrado no arquipélago Indo-Australiano para as Ilhas Salomão e Ilhas Marshall para Sumatra, Indonésia, se estendendo para as Filipinas e Maldivas, incluindo a Grande Barreira de Coral, Austrália.